# محسن علي أكبر المندلاوي
محسن علي أكبر نامدار نظر المندلاوي (1968 - ) رجل أعمال عراقي، ونائب في مجلس النواب العراقي، في دورة انتخابات 10 تشرين الأول سنة 2021، وعدد أصواته 5385 صوتاً في الدائرة الخامسة من محافظة بغداد، واُختيرَ نائباً أول لرئيس مجلس النواب العراقي يوم 29 أيلول سنة 2022. وهو رئيس الائتلاف الاساس العراقي الذي يضم عدد من الاحزاب المستقلة  وأيضاً تاسس في اكتوبر من عام 2023، ورئيس مجلس إدارة المستشفى العالمي للجراحات التخصصية، ورئيس مجلس إدارة جامعة الفراهيدي، التي تخرّج منها بشهادة بكلوريوس إعلام. وهو من الأكراد الفيليين.[بحاجة لمصدر أفضل] وفي يوم 28 يوليو سنة 2022 أُعلنَ عن ترشيح محسن علي أكبر لنيابة رئيس مجلس النواب بالاتفاق مع قوى الإطار التنسيقي.